# Guéla Doué
Guéla Doué (* 17. Oktober 2002 in Angers) ist ein französisch-ivorischer Fußballspieler. Der rechte Verteidiger spielt seit 2024 für Racing Straßburg und ist A-Nationalspieler der Elfenbeinküste.

## Karriere

### Verein
Doué begann seine Karriere in der Jugendabteilung von Stade Rennes. Im Oktober 2019 debütierte er auf internationalem Terrain in der UEFA Youth League. Elf Monate später schloss sich sein erster Einsatz für die zweite Mannschaft an. Im weiteren Verlauf der Saison kamen vereinzelte Spiele hinzu. Seine erste Nominierung für die A-Mannschaft von Stade Rennes erhielt der Spieler im August 2022. Fortan folgten immer wieder Spieltagsnominerungen – auch in der UEFA Europa League – ohne, dass er zum Einsatz kam. Die ersten Spielminuten für die erste Mannschaft absolvierte er Anfang Februar 2023 nach einer Einwechslung in der 83. Minute für seinen Bruder Désiré Doué.
Im Juli 2024 wechselte er zu Racing Straßburg und unterschrieb dort einen Vertrag bis 2029.